# Gilles d’Aurigny

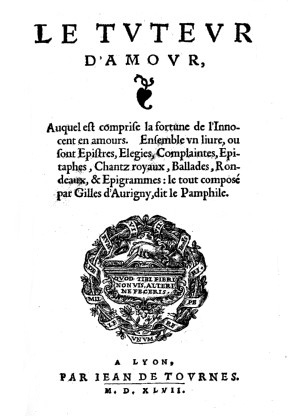
Le tuteur d’amour

Gilles d’Aurigny (* 15. Jahrhundert; † 1553) war ein französischer Jurist und Schriftsteller.

## Leben und Werk
Gilles d’Aurigny, der sich Pamphile nannte, trat ab 1513 mit Dichtung hervor, die Clément Marots neue Art zum Vorbild hatte. Wie Marot übersetzte er Psalmen. Als Jurist veröffentlichte er 1544 Du gouvernement des royaumes et enseignement des Princes, das bis 1554 vier Auflagen erlebte. Zur Sammlung von Blasons auf den weiblichen Körper steuerte er ein Gedicht über den Fingernagel bei.

## Werke (Auswahl)
- (mit anderen) Les Blasons anatomiques du Corps feminin. Paris 1543.
  - (deutsch) Blasons auf den weiblichen Körper. Hrsg. und Übersetzer Lothar Klünner. Henssel, Berlin 1964, 1981.
- Le tuteur d’amour. Auquel est comprise la fortune de l’Innocent en amours. J. de Tournes, Lyon 1546, 1547, 1557. Paris 1553.
- (Übersetzer) Trente psalmes du royal Prophete David. Traduictz de latin. Thibout, Paris 1549.
- Les fictions poétiques. Lyon 1557.